# Académie pontificale pour la vie
L'Académie pontificale pour la vie (en italien Pontificia Accademia per la Vita) est une institution indépendante siégeant au Vatican, fondée par le pape Jean-Paul II le 11 février 1994, dans le motu proprio Vitae Mysterium (Du mystère de la vie).

## Historique
L'Académie a été fondée par le pape Jean-Paul II le 11 février 1994, dans le motu proprio « Vitae Mysterium » (Du mystère de la vie), en collaboration étroite avec le généticien français Jérôme Lejeune (1926-1994). Découvreur du chromosome 21 supplémentaire de la trisomie 21 en 1958, il milite pour la défense de la vie humaine dès sa conception et jusqu'à sa fin naturelle. Il devint le premier président de l'Académie pontificale pour la vie jusqu'à sa mort le 3 avril 1994.

## Mission
(9 mai 2025).
Tout en restant indépendante, l'Académie pontificale pour la vie a pour vocation de travailler en rapport étroit avec le Conseil pontifical pour la pastorale des services de la santé. Elle a reçu pour mission « d'étudier, d'informer et de former » au sujet des « principaux problèmes biomédicaux et juridiques relatifs à la promotion et à la défense de la vie, surtout dans le rapport qu'ils ont avec la morale chrétienne et les directives du magistère de l'Église »[réf. nécessaire].

## Organisation
Le président de l'Académie, qui est en outre assisté d'un conseil collégial et d'un conseiller ecclésiastique, a pour rôle de convoquer l'Assemblée, de stimuler l'activité, d'approuver la programmation annuelle et de superviser l'administration, conformément aux statuts.
Les membres de l'Académie sont nommés par le pape, qui s'efforce de représenter les différentes branches des sciences biomédicales, plus particulièrement de celles qui sont concernées par la promotion et la défense de la vie humaine. Il peut en outre nommer des membres correspondants travaillant dans d'autres domaines.
L'assemblée plénière de l'Académie se réunit habituellement dans le courant du mois de février.

### Présidents
- Jérôme Lejeune (1994), généticien français;
- Juan de Dios Vial Correa (es) (1994 à 2004), médecin chilien;
- Elio Sgreccia (2004 - 2008), prélat italien, assisté à partir du 24 janvier 2006, par le français Jean Laffitte, vice-président jusqu'en octobre 2009;
- Rino Fisichella (2008 - 2010), évêque italien, recteur de l'Université pontificale du Latran;
- Ignacio Carrasco de Paula (es) (2010 - 2016), évêque espagnol, précédemment chancelier de cette académie;
- Vincenzo Paglia (2016 - 2025), évêque italien, précédemment président du Conseil pontifical pour la famille.
- Renzo Pegoraro (de) (2025 - ), précédemment chancelier de l'Académie.

## Déclarations de l'Académie
Le 31 octobre 2000, l'Académie publie un communiqué sur la « pilule du lendemain » qui appelle les « agents de la santé » à faire acte d'« objection de conscience morale » contre ce qui constitue, selon elle, une « agression » à l'égard de l'embryon humain, puisque cette pilule empêche la nidation d'un ovule déjà fécondé.
Le 4 mars 2023, dans un communiqué, l'Académie pontificale pour la Vie, représentant le Vatican dans les questions bioéthiques, soutient la position des évêques français, affirmant qu'à l'ère des droits humains universels, il ne peut exister de prétendu "droit" à mettre fin à une vie humaine.